# Centaurea lycaonica
Centaurea lycaonica — вид квіткових рослин айстрових (Asteraceae). Ендемік Туреччини (Внутрішня Анатолія).

## Середовище
Населяє скелясті схили.

## Морфологічна характеристика
Це багаторічник 5–10 см заввишки, майже голий. Нижні листки перистороздільні, з кількома лінійними сегментами ≈ 1 мм завширшки, верхні листки прості. Обгортка бліда, 10–11 мм завдовжки, гола. Квітки рожевувато-пурпурові. Період цвітіння: весна.